# 飢餓輸出
飢餓輸出（きがゆしゅつ）とは、国内で必要な物資の消費を規制し、輸出に回して外貨を獲得すること。最終的には、国内の食糧消費が不足するほどの量を輸出し、飢餓を招く事態に陥ることから名付けられた。

## 発生原因
- 国家財政が破綻するなど経済情勢が極端に追いつめられた局面で発生する。
- 宗主国が植民地（国）に対して行う強要。
- 外貨獲得のための単一作物の一辺倒な作付けによる、主食となる食糧生産量の減少。
- 20世紀、一部の計画経済の国では、国力の限界を超過した重工業化が行われたが、それに必要となる外貨獲得のため、その国の食料需要を無視した食料輸出が頻繁に行われ、発生した。

## 実例など
- ロシアでは、ロマノフ朝末期から西欧諸国（特にフランス）への債務返済の目的で、小麦の飢餓輸出をおこなっていた。飢餓輸出はソ連時代になっても、外貨獲得の手段として続行された。ウラジーミル・レーニンは市場経済廃絶も兼ね、農民から根こそぎ強制搾取を行っていた。そのため、ロシア飢饉 (1921年-1922年)が起きたとき、この飢餓を起こしたのはレーニンではないものの飢饉を悪化させてしまった。最終的にネップという経済政策で飢餓は収束したが、数百万人以上の死者を出したと言われる。ヨシフ・スターリンによる強引な農業集団化政策の影響で、1932年‐33年にホロドモール（ウクライナの大飢饉）が発生した際も、スターリンの命令により、引き続きウクライナから大量の小麦が輸出目的で搬出されたことで、飢饉の影響はより深刻かつ凄惨なものとなった。
- 近年で有名なところではルーマニア社会主義共和国の元首、ニコラエ・チャウシェスクの行ったものである。西側諸国からの累積債務返済のため、飢餓的な輸出を強行し、生活用品や食料品も不足したとされ、ルーマニア革命の遠因ともなった。
- 日本の1993年米騒動では、日本国内で米が不足したため海外から米を輸入することとなった。そのため米を輸出したタイ国内では逆に米が不足、高騰を招く事態となった。海外では、当時の日本国内には米以外の十分な食料があったことを皮肉って、ある種の飢餓輸出と呼ぶこともあった。
- 北朝鮮では国内各地で食糧不足が深刻化しているにもかかわらず、外貨を獲得するために飢餓輸出を続けているとされる。主な輸出品目はマツタケや魚介類である（ただし、正確な情報の不足から完全な把握は困難）。
- 中華人民共和国の大躍進政策で多数の餓死者を出す原因となったのは、ソ連からの借款の返済に農作物を充てていたことが一因となったという指摘もある（中華人民共和国大飢饉）。
- アイルランドのジャガイモ飢饉は小麦がほとんどイングランドへ輸出され、小作人の主食がジャガイモに限られていたことが背景にあり、多数の餓死者が発生しても豊作だった小麦の輸出は通常通り続けられた。
- インドネシア（旧オランダ領東インド）での強制栽培制度（一種の専売制）
- 民主カンプチアのサハコー集団農場の米の中国輸出。
- 多くのアフリカ諸国では、植民地支配から解放された今でも先進国向けの農作物を栽培しているため、現地人は食糧を手に入れるため現金が必要となり、飢餓の原因となっている。
- 鹿児島から沖縄にかけての島嶼部では、黒糖地獄によるソテツ地獄で苦しめられていた。